# Лима (река)
Лима (порт. Rio Lima) — река в Испании и Португалии, протекает по территории провинции Оренсе региона Галисия и по округу Виана-ду-Каштелу. Длина Лимы — 135 км, из которых 68 приходится на испанский участок течения. Площадь водосборного бассейна — 2535 км².
Река начинается в Галисийском массиве на склонах горы Мамеде на высоте около 950 метров над уровнем моря. Впадает в Атлантический океан недалеко от города Виана-ду-Каштелу.
Основные притоки — Веш, Фроуфе и Таменте. В верхней части бассейна Лимы находится озеро Антела.
Наибольший расход воды наблюдается в феврале (в среднем — 122 м³/с в Товеду), наименьший — в августе (12 м³/с там же). Средний расход в Товеду — 54 м³/с. Ежегодно в бассейне реки выпадает 1950 мм осадков.

## История
Древние римляне ассоциировали Лиму (лат. Limaea) с легендарной Летой. Во время военного похода римлян под руководством Юния Брута в 138 году до н. э. солдаты отказались пересекать реку, опасаясь потери памяти. Брут тогда перешёл реку первым, армия последовала за ним. Река упоминается Страбоном, Титом Ливием, Помпонием Мелой, Плинием.
В португальской литературе конца XVI — начала XVII веков представитель маньеризма Диогу Бернардеш (около 1530—1596?/1605?) известен как «поэт Лимы».

## Города, стоящие на реке
- Линдозу
- Парада (Аркуш-де-Валдевеш)
- Энтре-Амбуш-уш-Риуш
- Вила-Нова-да-Муия
- Санта-Круш-ду-Лима
- Гандра (Понте-де-Лима)
- Ногейра (Понти-да-Барка)
- Хинсо-де-Лимия
- Понти-да-Барка
- Понти-ди-Лима
- Виана-ду-Каштелу

## Мосты через реку
- В устье реки в городе Виана-ду-Каштелу перекинут двухуровневый Мост Эйфеля, открытый в 1878 году

## Водохранилища
На реке находится 4 водохранилища. Крупнейшее из них — Альто-Линдосо. Также на территории Испании расположены водохранилища Лас-Кончас, Салас, а в Португалии — Товеду.

## Галерея

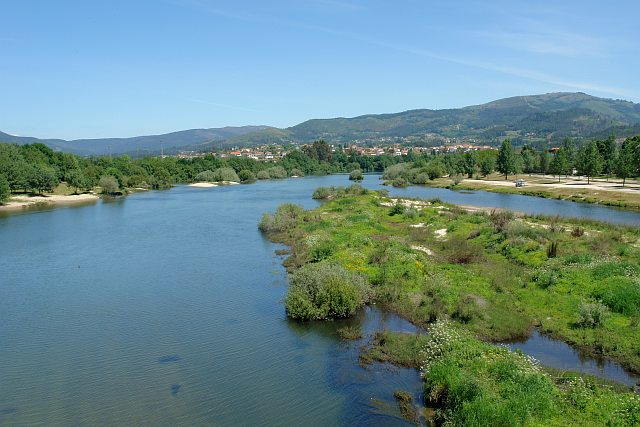
Мост через реку Лима в Понти-ди-Лима, Португалия.
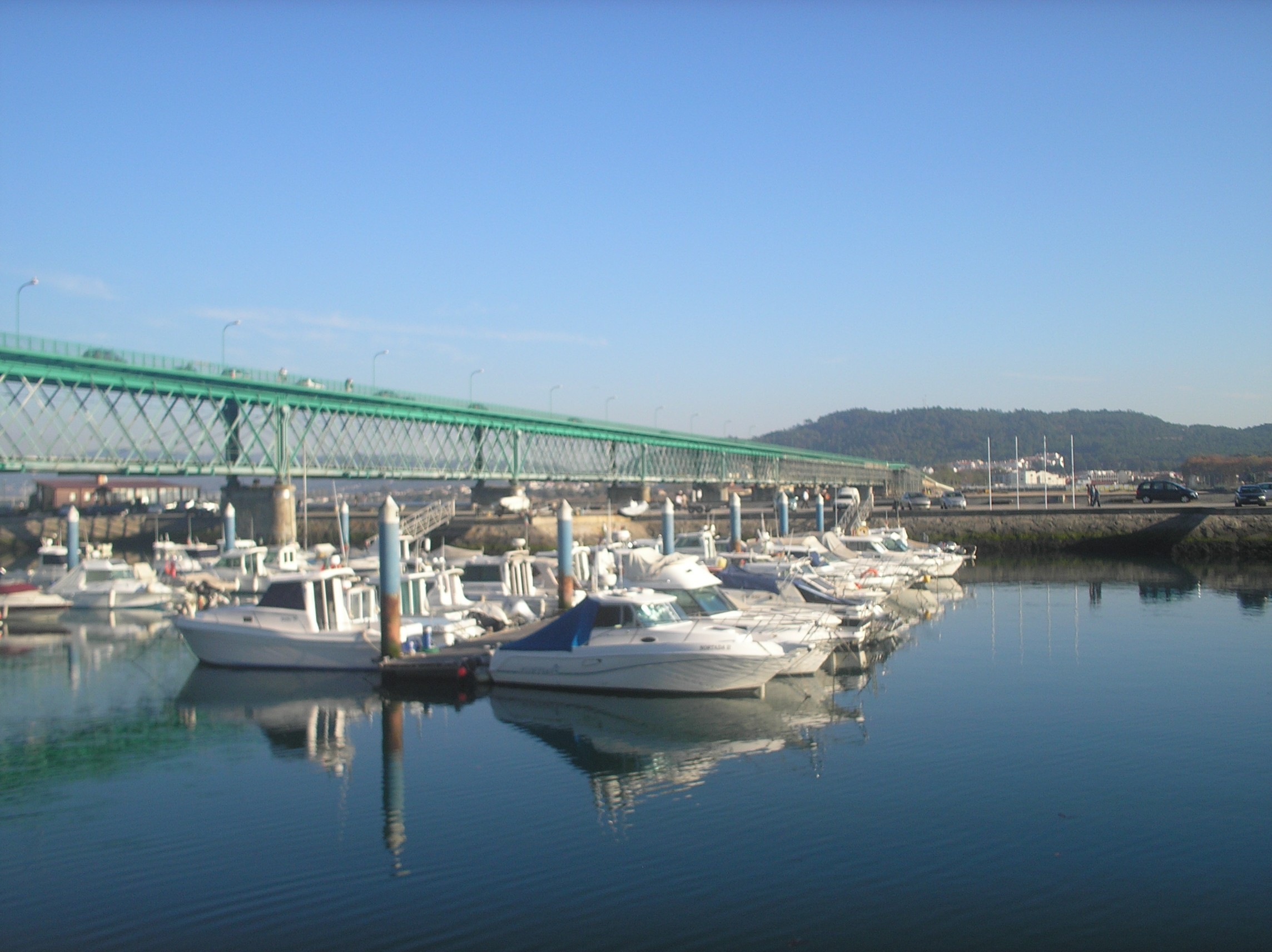
Мост Эйфеля в устье реки в Виана-ду-Каштелу.
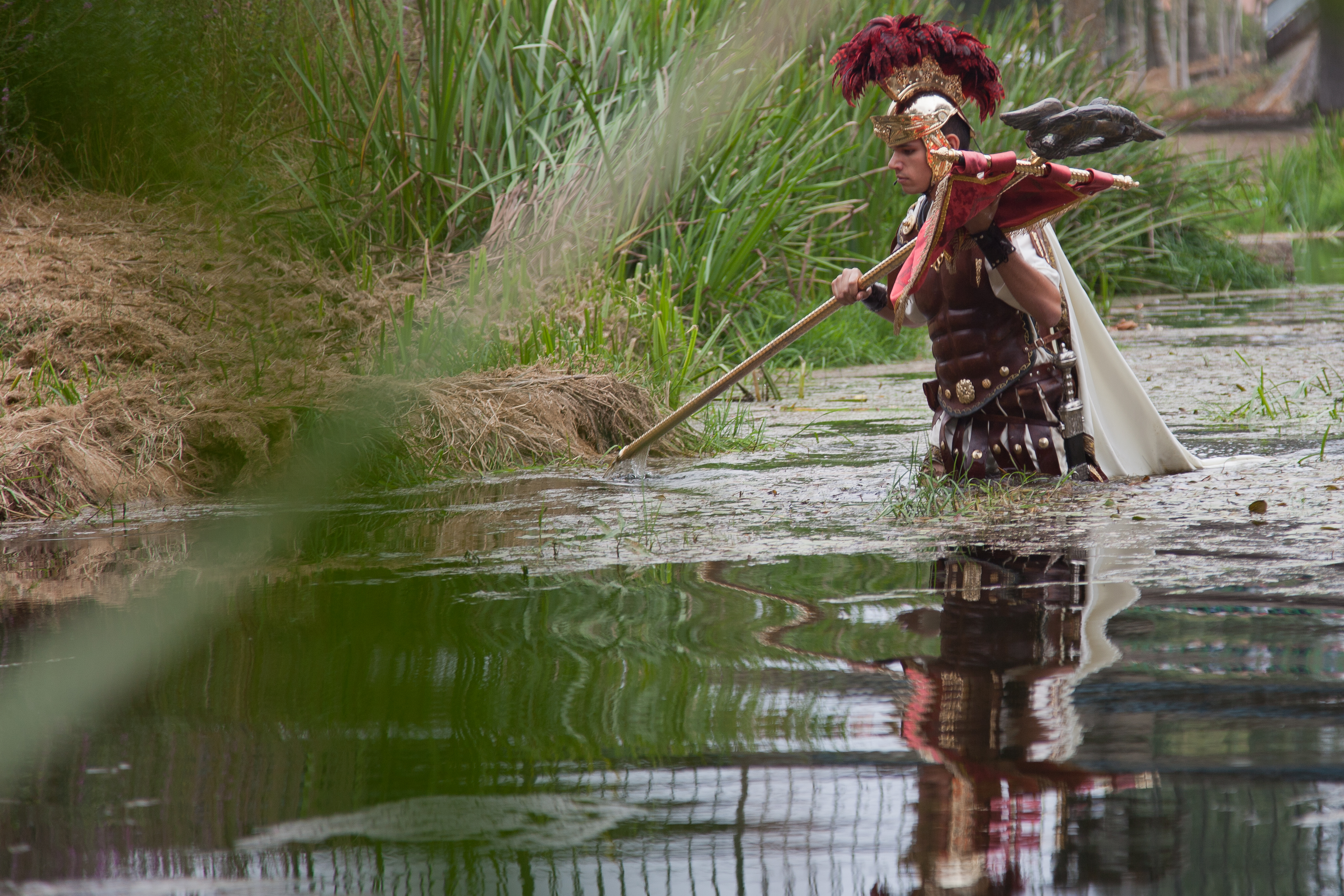
Изображение перехода Юния Брута через реку Лима на ежегодном Празднике забвения[галис.] в Хинсо-де-Лимия.